# Aquashow

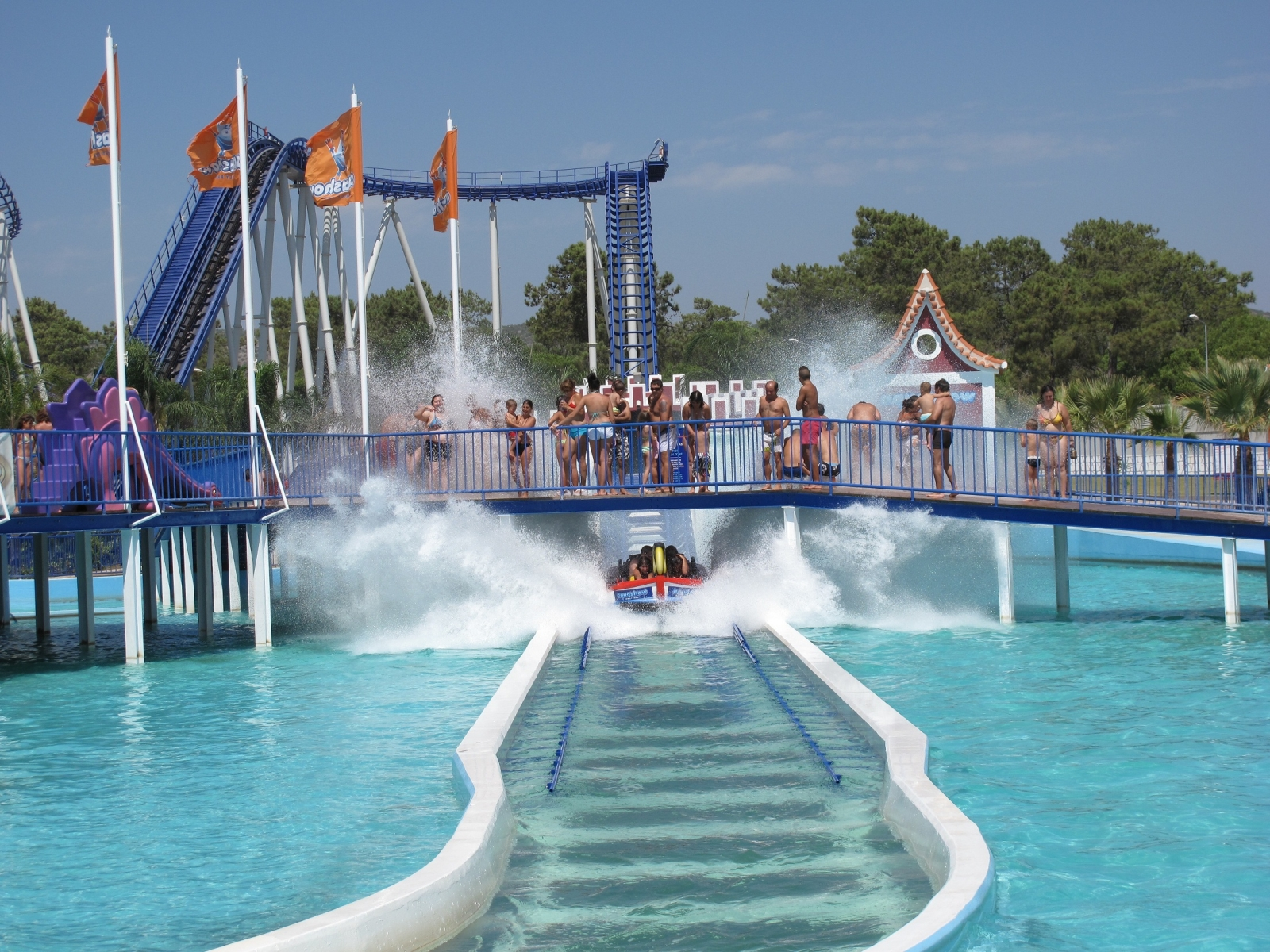
Montanha Russa - Final

Aquashow é um parque aquático localizado em Quarteira, Portugal. Muitas das suas atracções são as maiores da Europa no seu tipo.

## Atracções

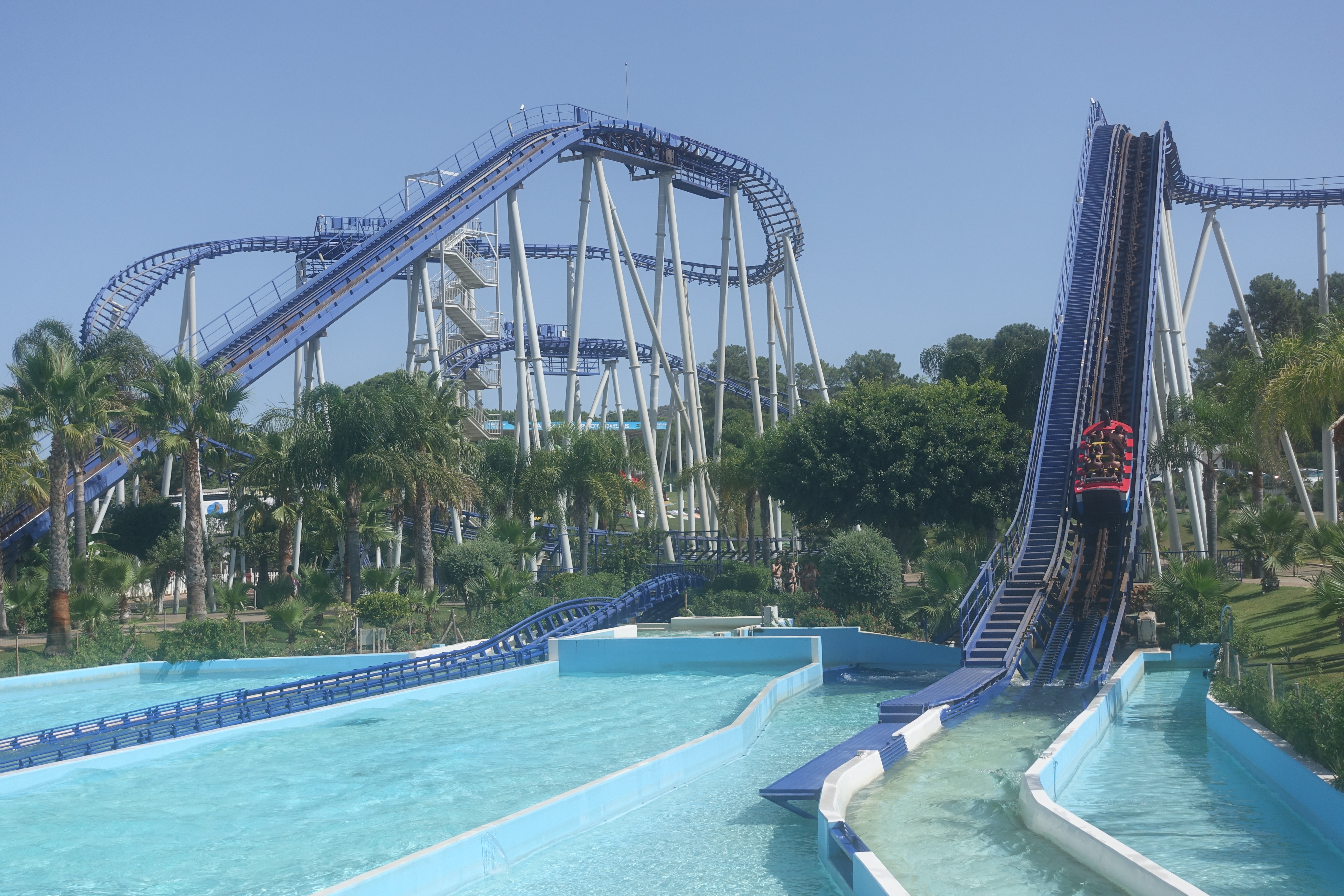
Montanha Russa

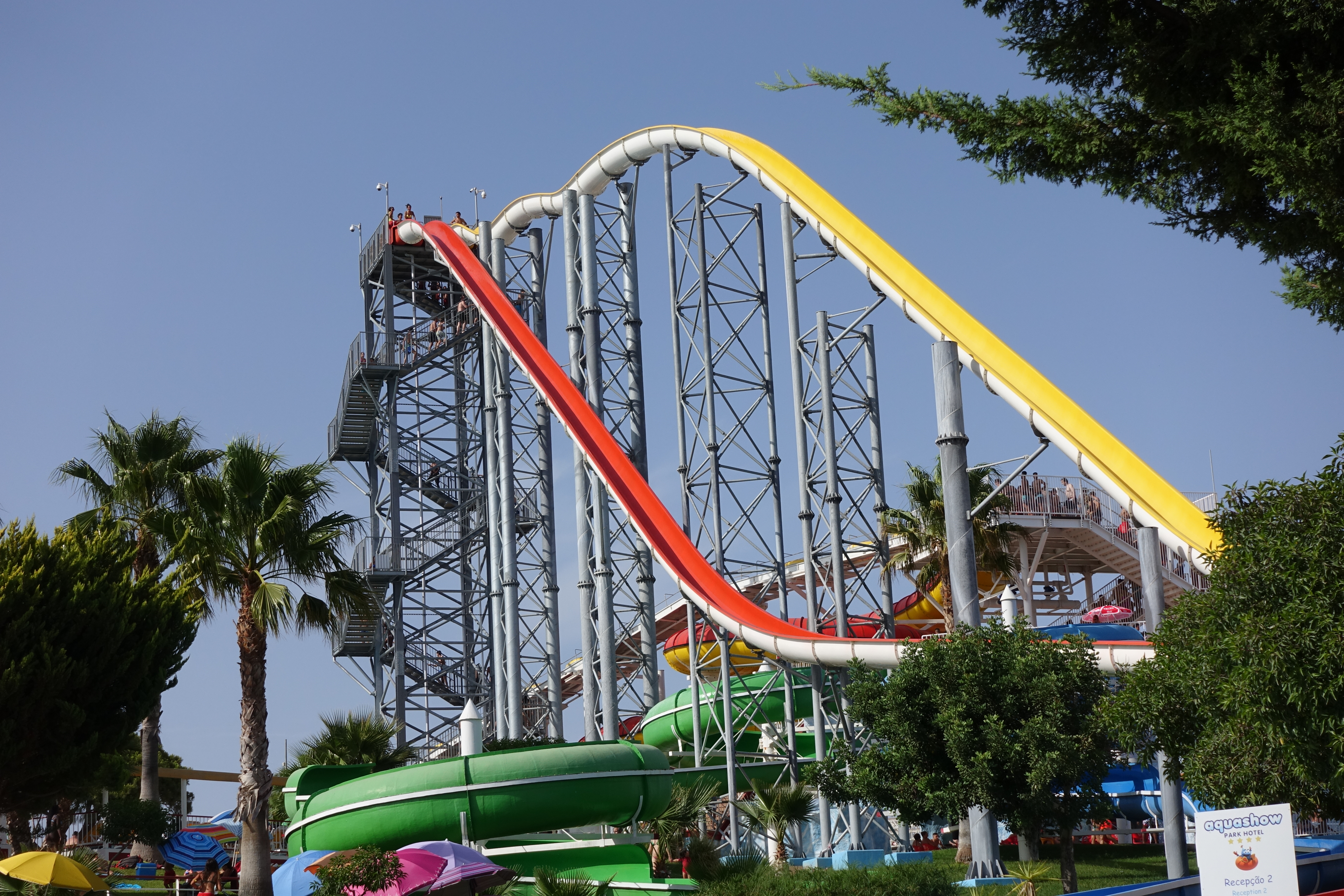
Free Fall

- Montanha Russa de Água - É a maior montanha russa de água da Europa a seguir à do Europa Park em Rust na Alemanha. Foi construída pela empresa alemã Mack Rides e teve o custo aproximado de 10 milhões de euros. Tem 740 metros de comprimento e 23,5 metros de altura, o equivalente a um prédio de oito andares. Podem circular até 890 pessoas por hora. O percurso dura aproximadamente 5 minutos, contando com três descidas, duas das quais terminam na água. São dez os barcos disponíveis, cada um com 8 lugares, e atingem velocidades máximas de 75 km/h. São dotados de sistema de retenção individual, ajustável ao tamanho dos visitantes.

- White Fall - Esta atracção é única no mundo e pode ser descrita como um escorrega constituído por dois grandes triângulos unidos. Os visitantes, que podem andar nesta diversão em bóias individuais (já não se pode andar de pares), são lançados do topo de um "triângulo" para uma descida a pique, atingido rapidamente o vértice do outro "triângulo". A velocidade vai diminuindo gradualmente, acabando a "viagem" numa pequena piscina.

- Wild Snake/Rio Lento - Tal como nome indica, o Wild Snake tem a forma de uma serpente enrolada. É um escorrega de 16 metros de altura, o que equivale a um prédio de 6 andares. A viagem pelo seu interior é feita em bóias individuais ou de pares e completamente no escuro. O percurso acaba num rio lento de 250 metros, único na Europa, que convida a relaxar um pouco depois da descida.

- Pistas Foam ou Pistas Brandas - Nesta atracção podem circular cinco pessoas de cada vez, em cinco pistas alinhadas lado a lado. São também uma espécie de escorrega em que os visitantes circulam a grande velocidade, impulsionados pela água que circula na sua superfície.

- Tubos - O Aquashow conta com 7 escorregas tubulares: A Espiral, Os Alpes, Shell, Snail, Wildness, Red Thunder e Warp. São diversões adequadas a toda família, já que alguns deles são lentos e outros mais rápidos. Nestas atracções os visitantes não necessitam de qualquer espécie de bóia, podendo circular sentados ou deitados. É proibido aos adultos escorregarem juntos, mas as crianças podem ser acompanhadas por um familiar.

- Piscina de Ondas - As ondas ocorrem de meia em meia hora e durante 15 minutos e a piscina tem capacidade para 1150 pessoas.

- Piscina de Natação - Como qualquer parque aquático, o Aquashow possui uma piscina de natação para os visitantes que desejem exercitar-se.

- Jacuzzi - Ideais para relaxar entre diversões; a entrada nos jacuzzis é vedada a menores de 16 anos.

- Aqualândia - Área dedicada às crianças, com escorregas em miniatura.

- Air Race - Acrobacias e cambalhotas feitas no ar pelos aviões. Estreado em 2011, o primeiro divertimento deste género na Europa e o segundo em todo o mundo.
- Top Swing - Uma alucinante descida do Top Swing que garante diversão constante. Um pêndulo com 12 metros de altura que perfaz um ângulo de 110º dar-lhe-á uma rotação sensacional.
- Speed Race - O Speed Race é uma atração onde se utiliza um tapete para efectuar a descida, com aproximadamente 100 metros de comprimento, e tem uma capacidade para 720 pessoas por hora.
- Free Fall - Mais alto free fall da Europa com 32m, 2 escorregas com cerca de 130 m de comprimento, pura adrenalina.

## Espectáculos
Além das atracções, o Aquashow tem também alguns espectáculos para os visitantes.
- Show de Araras - Espectáculo onde diversas araras realizam diversas actividades como andar de bicicleta e de skate, escorregar e falar com os espectadores.

- Show de Aves de Rapina - Os visitantes podem ver estas aves voando em liberdade num espaço que recria o seu habitat. Espectáculos são realizados diariamente pelos tratadores. Conta com a maior águia-real do país, além de falcões, bufos, corujas e outras espécies.

- Show de Répteis - inclui espécies como cobras, iguanas e tartarugas, entre muitas outras.

## Outras infra-estruturas
O Aquashow para além do Parque Aquático e Temático tem um Hotel de 4 estrelas que abriu a 1 de Junho de 2011 com 148 quartos, Capacidade 300 hóspedes. No dia 1 de Maio de 2019 a gerência do AQUASHOW anuncia um novo parque indoor, com abertura prevista ainda para o final do ano de 2019.